# Orchestre de chambre d'État d'Azerbaïdjan Gara Garayev
L’orchestre de chambre d'État d'Azerbaïdjan Gara Garayev (en azéri : Azərbaycan Dövlət Kamera Orkestri) 
est un orchestre créé en 1964 à l'initiative des compositeurs azerbaïdjanais Fikret Amirov et Gara Garayev.

## Historique
Nazim Rzayev devient le directeur artistique et chef d'orchestre de l'Orchestre de chambre d'État. Il est le directeur artistique de l'Orchestre jusqu'en 1992. Dans la période 1964-1992, l'Orchestre de chambre d'État gagne une place digne parmi les principaux collectifs du pays. Pendant cette période, l'Orchestre  va en tournée dans les villes de Russie, Slovaquie, Pologne, Tunisie, Bosnie-Herzégovine, Turquie.
De 1992 à 1995, l'orchestre est dirigé par Ramiz Melikaslanov.
De 1995 à 1997, le compositeur, chef d'orchestre, artiste du peuple azerbaïdjanais Yashar Imanov est à la tête de l'Orchestre.

## Activité de nos jours
De 1998 à nos jours, le directeur artistique de l'Orchestre est l'artiste du peuple de la République d'Azerbaïdjan Teymur Geokchaev. En juillet 1998, l'orchestre représente avec succès l'Azerbaïdjan à Londres. En septembre 1998, un concert dédié au 80e anniversaire de la naissance de Gara Garayev a lieu à Paris.  À l'initiative de la Fondation Heydar Aliyev et du Président de la Fondation Heydar Aliyev, Ambassadrice de bonne volonté de l'UNESCO et de l'ISESCO, la députéé Mehriban Aliyeva, des concerts dédiés au 20e anniversaire de l'indépendance de l'Azerbaïdjan sont donnés à Paris, Berlin et Rome.
Dans le cadre des projets du Ministère de la Culture et du Tourisme d'Azerbaïdjan, l'Orchestre se produit avec de nombreux maîtres étrangers comme Salim Akchil (Turquie), Hakan Shensoy (Turquie), Simon Kamartin (Suède), Fabien Teerikson (France), Vladimir Runchak (Ukraine), Riccardo Averbach (USA), Vladisla Bulakhov (Russie), Roland Freisitzer (Autriche), Alexander Ivashkin (Angleterre).
En 2007, l’Orchestre de chambre d’État d’Azerbaïdjan Gara Garayev,  reçoit le prix républicain «HUMAI» pour la promotion de la musique classique azerbaïdjanaise dans le monde.